# 인도문 (델리)

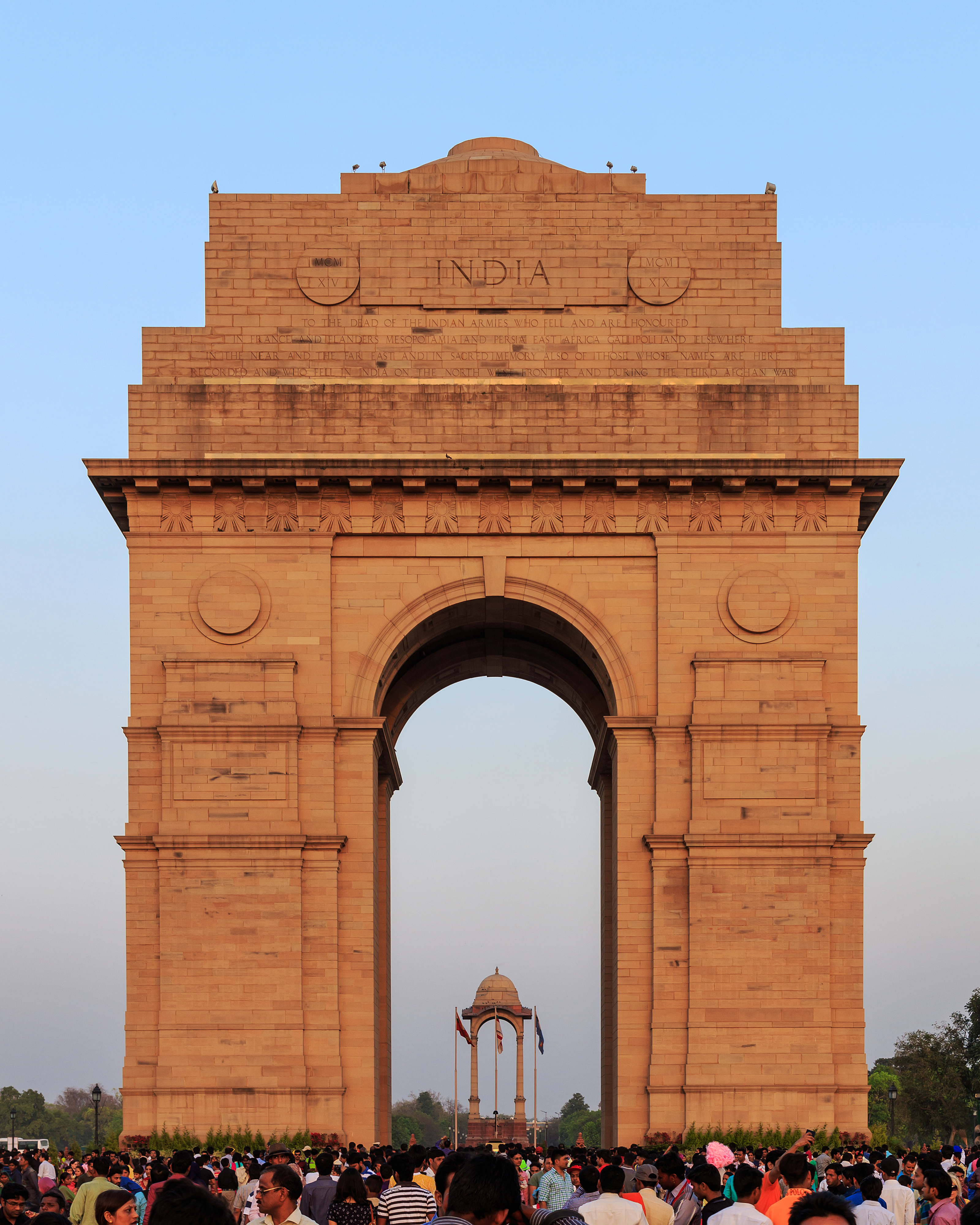
인도문

인도문(印度門, 힌디어: इंडिया गेट, 영어: India Gate)은 인도의 델리에 위치한 기념물이다. 파리의 개선문을 바탕으로 영국의 에드윈 루티언스 경에 의해 설계된 문 모양의 기념비로, 1914년에서 1921년 사이 제1차 세계 대전에서 전사한 영국령 인도 제국의 군인 약 74,187명을 추모하기 위해 만들어졌다. 1931년 2월 12일에 완공되어 대중에 공개되었으며 높이는 42m이다.

## 같이 보기
- 인도문 (뭄바이)